# Escola profissional
Uma escola profissional é um estabelecimento de ensino que oferece cursos nos quais as pessoas se qualificam, reciclam ou especializam em uma determinada área de atuação profissional.

## Brasil
No Brasil, são tradicionais e conceituadas, por exemplo, as escolas do Sistema S, mantidas pelas entidades de classe:
- SENAC - Serviço Nacional de Aprendizagem Comercial
- SENAI - Serviço Nacional de Aprendizagem Industrial
- SENAT - Serviço Nacional de Aprendizagem do Transporte
- SENAR - Serviço Nacional de Aprendizagem Rural
- SESC - Serviço Social do Comércio, e
- SESI - Serviço Social da Indústria
- SEST - Serviço Social do Transporte